# Protonotario apostolico

Stemma da Protonotario apostolico

Il protonotaio o protonotario apostolico è un particolare prelato della curia romana, titolare di una carica onorifica papale e di altri particolari diritti onorifici. Nel corso dei secoli sono stati numerosi i personaggi che hanno occupato questa carica di prestigio, considerata una via per il cardinalato.

## Storia
Fin dai primi secoli la Chiesa di Roma contò sette funzionari notarili regionali, il cui compito fu quello di compilare gli Acta Martyrum. 
In seguito, nel XIV secolo, vennero nominati altri sette notari che assunsero il nome di protonotari, cioè di "primi notari" e avevano il compito di stendere gli atti apostolici della Curia romana, da cui l'aggettivo "apostolici".
Papa Sisto V (1585-1590) ne modificò il numero in dodici e nel 1838 papa Gregorio XVI ne riportò il numero a sette, a cui dette il titolo di de numero partecipantium. Papa Pio X, con il motu proprio Inter multiplices del 21 febbraio 1905, creò diverse categorie di protonotari:
- Protonotari apostolici di numero o partecipanti. Furono confermati in numero di sette e furono di nomina papale. Secondo il suddetto motu proprio ebbero il privilegio della mitra e di qualsiasi altra insegna pontificale escluso il trono, il pastorale e la cappa.
- Protonotari apostolici soprannumerari. Vi facevano parte coloro i quali detennero un canonicato nei tre capitoli patriarcali dell'Urbe.
- Protonotari apostolici ad instar participantium. Se di nomina papale erano ad vitam, altrimenti se detenevano un canonicato mantenevano tale dignità solo durante il loro ufficio di canonici. Vi appartenevano inoltre quegli ecclesiastici ai quali la santa sede concedeva questo onore, i canonici di qualche Capitolo di particolare importanza e quei protonotari di numero che uscivano dal collegio prima dei dieci anni dalla nomina. I protonotari che lasciavano il collegio dopo dieci anni dalla nomina, continuavano a mantenere il privilegio di numero per cinque anni ulteriori, per poi essere nominati, de iure, "Protonotari ad instar"[2].
- Protonotari Apostolici titolari o onorari. Vi appartenevano i vicari capitolari, i vicari generali ed i Cappellani delle Case Reali durante il loro ufficio. Si trattava di prelati extra Urbem, perciò non godevano degli onori della famiglia pontificia, né erano tantomeno ascritti tra i familiari del Sommo Pontefice.

Altre attribuzioni furono stabilite nella costituzione apostolica Ad incrementum decoris di papa Pio XI del 15 agosto 1934. Con il motu proprio Pontificalis Domus del 28 marzo 1968 papa Paolo VI decretò l'abolizione delle altre categorie di protonotari con l'eccezione dei:
- Protonotari di numero;
- Protonotari soprannumerari.

Secondo lo stesso motu proprio, essi rientrano nella costituzione della famiglia pontificia. Come previsto dall'istruzione della Segreteria di Stato Ut sive sollicite, circa le vesti, i titoli e le insegne di cardinali, vescovi e prelati minori, promulgata il 31 marzo 1969 dal Segretario di Stato Vaticano cardinale Amleto Giovanni Cicognani, i protonotari possono essere distinti dagli altri preti a motivo delle loro vesti:
- I protonotari apostolici de numero hanno come abito corale la talare paonazza con mantelletta paonazza, rocchetto e fascia paonazza. Come abito piano la talare senza pellegrina con occhielli, bottoni, bordi e fodera di colore rubino, fascia paonazza con frange di seta alle due estremità e ferraiolone paonazzo. La berretta è nera con fiocco rosso. La fascia con fiocchi, le calze paonazze e le fibbie sulle scarpe sono abolite.
- I protonotari apostolici soprannumerari hanno come abito corale la talare paonazza, la fascia paonazza con frange e la cotta (non il rocchetto) senza pieghe. Come abito piano la talare nera senza pellegrina con occhielli, bottoni, bordi e fodera di colore rubino, con fascia paonazza e il ferraiolone paonazzo. La mantelletta paonazza, la fascia di seta con fiocchi, le calze paonazze, le fibbie sulle scarpe e il fiocco rosso sulla berretta sono aboliti.

### Protonotari di numero

Abito corale dei Protonotari apostolici di numero

I protonotari apostolici di numero, o protonotarii apostolici de numero, sono notai papali e del soglio pontificio. Il loro numero è stabilito in sette. Insieme costituiscono un collegio sotto la presidenza del più anziano di essi per nomina e non per età, il decano.
Essi sono:
- Leonardo Sapienza, nominato il 14 gennaio 2013 (decano);[4]
- Franco Piva, nominato il 26 maggio 2015;[5]
- William V. Millea, nominato il 19 giugno 2018;[6]
- Cesare Burgazzi, nominato il 12 settembre 2022;[7]
- Brian Edwin Ferme, nominato l'8 novembre 2022;[8]
- Paolo Luca Braida, nominato il 22 dicembre 2022.[9]

Compito dei protonotari apostolici è quello di redigere gli atti più importanti e i documenti che annunciano i dogmi, le canonizzazioni, le incoronazioni, le intronizzazioni e i decessi dei papi. Per di più sovrintendono alla regolare chiusura e apertura dei conclave e seguono il protocollo dei concistori.
I protonotari apostolici effettivi sono inquadrati nella prima sezione della Segreteria di Stato. I protonotari apostolici de numero godono del titolo onorifico di "Reverendissimo Monsignore".

### Protonotari soprannumerari

Abito corale dei protonotari apostolici soprannumerari

I protonotari apostolici soprannumerari, o protonotari apostolici supra numerum, sono:
- i canonici prelati delle tre basiliche papali di Roma dalla data del prestato giuramento e a essi sono equiparati i sacerdoti monaci della basilica papale di San Paolo fuori le Mura, pur non indossando le vesti prelatizie;
- I vicari generali, i vicari episcopali, i cappellani delle Case Reali tra cui sono annoverati i chierici addetti alle ex Cappelle Reali, durante munere;
- l'abate tesoriere della reale cappella del Tesoro di san Gennaro a Napoli;
- I canonici di alcune cattedrali cui è stato concesso tale titolo (Bergamo, Bologna, Cagliari[10]; Concordia-Pordenone, Firenze, Gorizia, Malta, Milano, Modena, Padova, Palermo, Reggio Calabria, Esztergom, Taranto, Treviso, Udine, Venezia, Vercelli[11], Torino[12]);
- I canonici della collegiata di Santa Maria ad Martyres di Roma, della Cappella Palatina di Palermo, della collegiata di Cividale;
- I canonici onorari della basilica del Santo Sepolcro e i sacerdoti commendatori dell'Ordine equestre del Santo Sepolcro di Gerusalemme;
- I cappellani conventuali professi del I Ceto del Sovrano Militare Ordine di Malta in quanto assimilati ai Cappellani Reali;
- I prefetti di Roma, secondo prassi consolidata equiparati per dignità ai canonici del capitolo presso la Cattedrale di Roma [13];
- l'arciprete pro tempore della collegiata di Brisighella, del duomo di Caorle[14], della basilica di Sant'Eufemia in Grado, della parrocchia di Santa Maria Maggiore in Codroipo, del capitolo della cattedrale di Lodi, il prevosto pro tempore della parrocchia di San Pietro Apostolo in Lodi Vecchio, di San Biagio in Codogno e della basilica di Sant'Antonio Abate e Santa Francesca Cabrini in Sant'Angelo Lodigiano; l'arciprete della parrocchia dei Santi Stefano e Martino in Riolo Terme, l'arciprete del duomo di Milano, il rettore pro tempore della Hofburgkapelle di Vienna, l'arcidiacono pro tempore del Cadore e l'arcidiacono pro tempore della Carnia (Tolmezzo); l'abate mitrato di Campofilone; l'arciprete di Sant'Elpidio a Mare;
- il prelato dell'Opus Dei;
- nominati ad personam, a seguito di speciale concessione della Santa Sede.

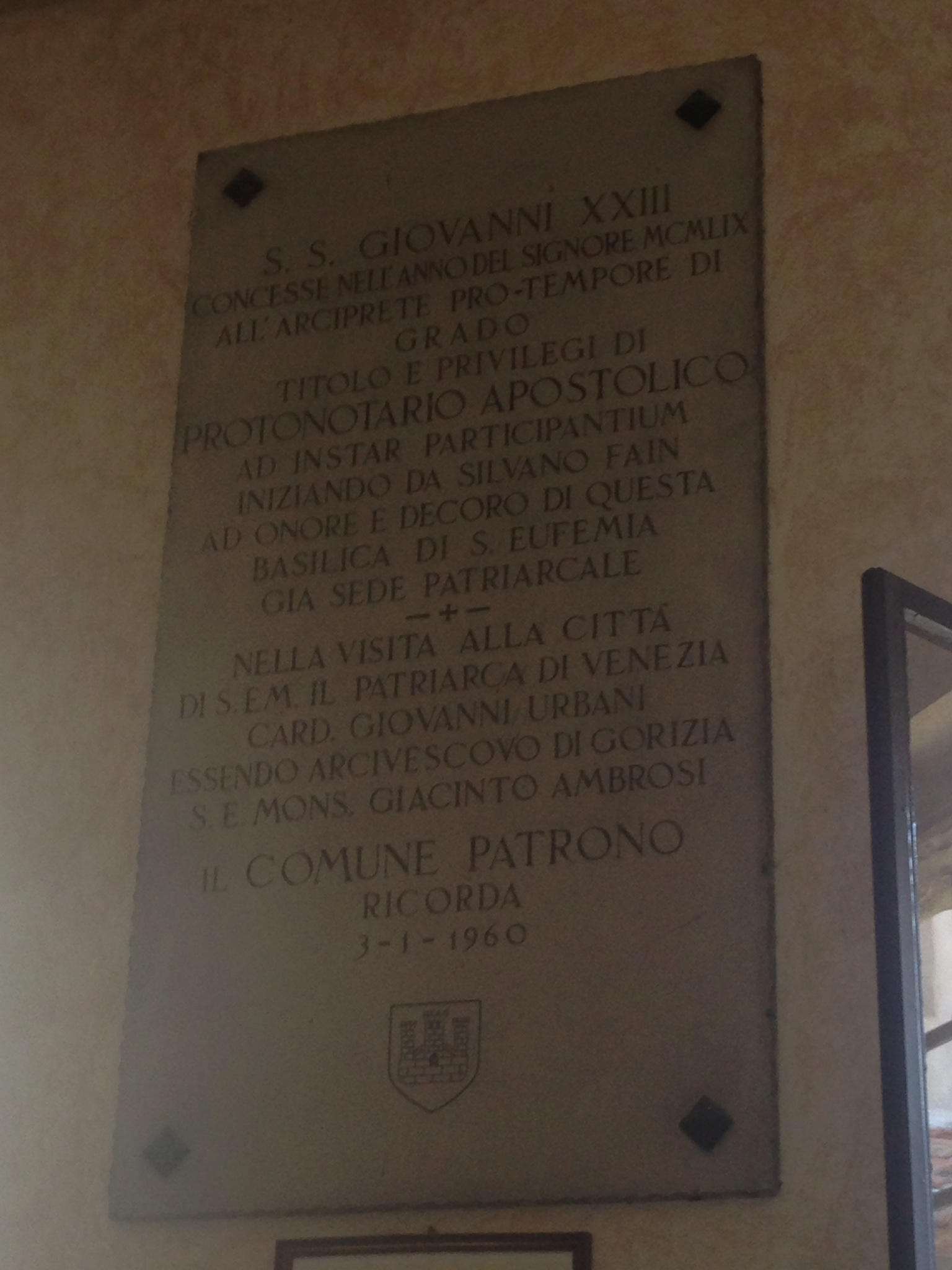
Targa che istituisce il titolo onorifico di protonotario apostolico per tutti i parroci di Grado a partire da mons. Silvano Fain

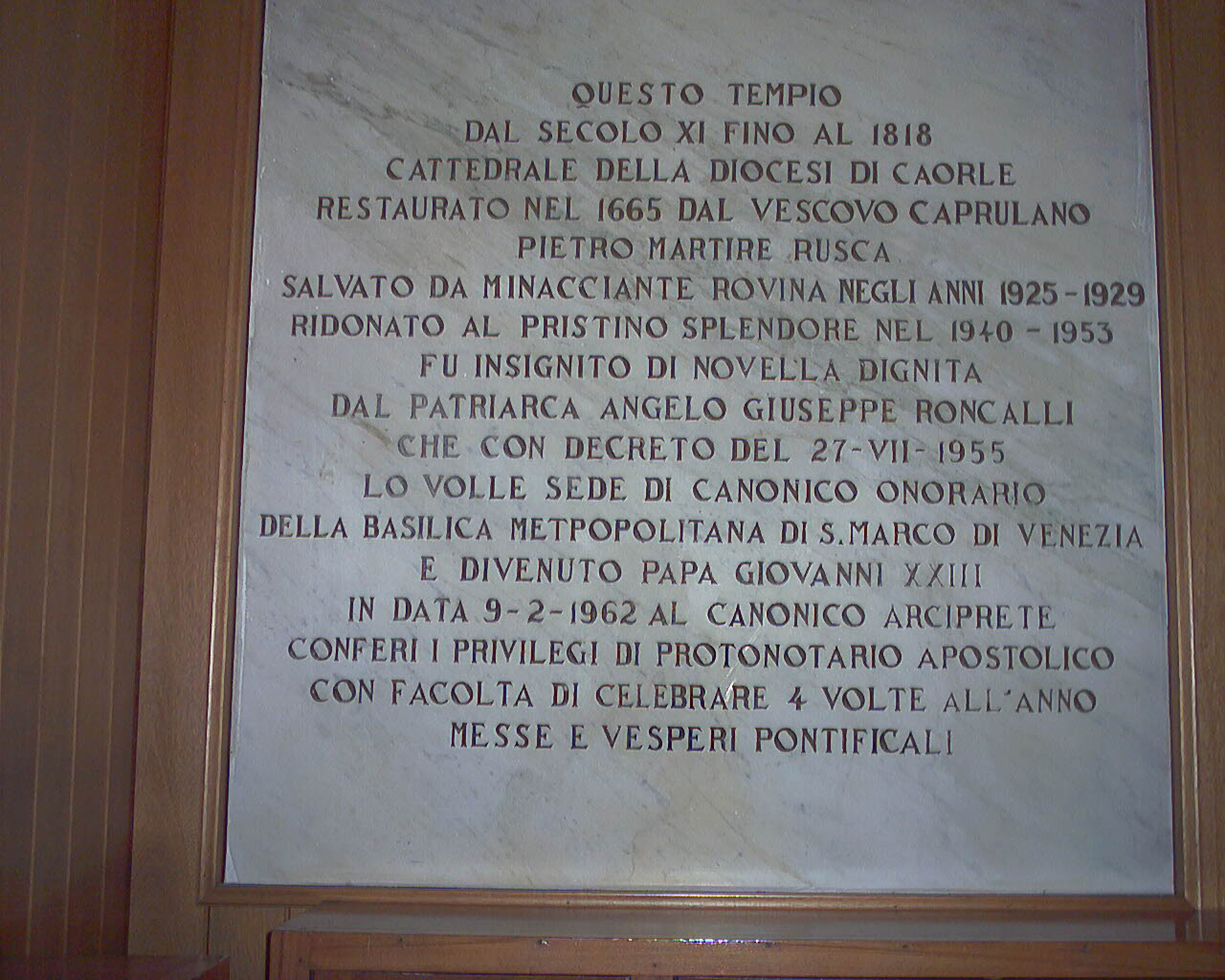
Traduzione dell'iscrizione commemorativa del decreto di elevazione a protonotario apostolico per i parroci pro tempore del duomo di Caorle da parte di papa Giovanni XXIII

Si tratta del più elevato dei titoli onorifici prelatizi. Generalmente viene concesso su richiesta del vescovo della diocesi per sacerdoti ritenuti meritevoli, seppur molto raramente in confronto ad altri titoli onorifici.
L'Istruzione sul conferimento di Onorificenze pontificie promulgata dalla Segreteria di Stato vaticana in data 13 maggio 2001 dispone che il titolo può essere concesso a sacerdoti del clero secolare che abbiano compiuto almeno 55 anni di età e 20 di sacerdozio. Di norma, si deve rispettare la "gradualità": si deve richiedere cioè per il candidato prima il titolo di Cappellano di Sua Santità e poi quello di Prelato d'onore di Sua Santità. Tra un grado e l'altro devono trascorrere almeno 10 anni. Per alcuni casi particolarmente meritevoli e significativi, i vescovi possono richiedere direttamente il titolo di Protonotario Apostolico Soprannumerario, fermo restando la condizione che il candidato abbia compiuto almeno 55 anni di età e 20 di sacerdozio. Per ogni diocesi, il numero totale di Monsignori (Cappellani, Prelati e Protonotari) non deve superare il 10% del clero.
I protonotari apostolici soprannumerari godono del titolo onorifico di "Reverendo Monsignore".
I protonotari apostolici che vengono ammessi nell’Ordine Equestre del Santo Sepolcro di Gerusalemme hanno diritto al grado di commendatore.